# Basepijp
Een basepijp, ook wel bekend als een steel-pijp, is een pijp die wordt gebruikt om bepaalde soorten drugs als te roken.
De traditionele steelpijp bestaat uit drie delen:
- het mondstuk (verwisselbaar)
- de steel, die in verschillende shafts (stukken) en lengtes leverbaar is afhankelijk van wat er op de "kop" wordt genomen
- de kop, voor het gebruik van softdrugs meestal vrij groot ten opzichte van het mondstuk.

De kop bevat of een zeefje, voor het gebruik van  wiet of hasj, of een aluminiumzeef in de vorm van een stukje zilverfolie, bij het gebruik van bijvoorbeeld cocaïne.
Het verschil is dat bij een softdrugsgebruiker de "zeef" fungeert als een rooster om met bijvoorbeeld shag het op de "kop" gegooide verdovende middel een optimale verbranding te verkrijgen om zo laatstgenoemde tot zich te nemen zonder stukjes/delen van het opgelegde drug te inhaleren en het uiterste van de verbranding te realiseren.
Een baser, roker van een steelpijp met harddrugs, neemt zijn verdovende middelen (meestal cocaïne in een bewerkte vorm) in via inhalatie door gebruik te maken van een steelpijp met als zeef een stukje aluminiumfolie in plaats van een eerder genoemd rooster (traditionele zeef) Dit heeft als reden dat aluminiumfolie warmte geleidt, en in een "base" het de bedoeling is dat het anestheticum moet verdampen in plaats van verbranden om zo het optimale effect van de drug te kunnen verkrijgen. 
Daaruit is de naam basepijp geboren. Base staat voor de basis van het meest verdampte product in dit stuk gereedschap, namelijk heroïne.